# 复州路
复州路，元朝时设置的路。
至元十三年（1276年）改复州置，治所在玉沙县（今湖北省仙桃市西南）。属河南江北行省。辖境相当今湖北省天门、仙桃、洪湖和潜江等市东部。至元十五年（1278年），升为沔阳府。 